# Eleições legislativas regionais nos Açores em 1980
As eleições legislativas regionais nos Açores em 1980, também designadas eleições para a Assembleia Legislativa da Região Autónoma dos Açores, realizaram-se a 5 de outubro e delas resultou a vitória do Partido Social Democrata (PPD/PSD), liderado por João Bosco Mota Amaral.
A campanha eleitoral para as legislativas regionais nos Açores decorreu de 19 de setembro a 3 de outubro de 1980.
A abstenção foi de 22,98%, ou seja, dos 156 128 eleitores recenseados votaram 120 248.

## Partidos
Os partidos e coligações que concorreram às eleições para a Assembleia legislativa da Região Autónoma dos Açores em 1980 foram os seguintes:
| Sigla | Sigla     | Partido/Coligação                               |
| ----- | --------- | ----------------------------------------------- |
|       | APU       | Aliança Povo Unido                              |
|       | CDS       | Partido do Centro Democrático Social            |
|       | PCTP/MRPP | Partido Comunista dos Trabalhadores Portugueses |
|       | PPD/PSD   | Partido Social Democrata                        |
|       | PS        | Partido Socialista                              |
|       | UDA/PDA   | Partido Democrático do Atlântico                |
|       | UDP       | União Democrática Popular                       |

## Resultados
Resultados regionais apurados pela Comissão Nacional de Eleições.
| Partido | Partido         | Candidato              | Votos   | Votos (%) | Votos (±) | Assentos | Assentos (%) | Assentos (±) |
| --- | --------------- | ---------------------- | ------- | --------- | --------- | -------- | ------------ | ------------ |
| | PPD/PSD         | João Bosco Mota Amaral | 68 960  | 57,35%    | +3,52%    | 30       | 69,77%       | +3           |
| | PS              | -                      | 32 790  | 27,27%    | −5,55%    | 12       | 27,91%       | −2           |
| | CDS             | -                      | 5 379   | 4,47%     | −3,08%    | 1        | 2,33%        | −1           |
| | APU(a)          | -                      | 3 862   | 3,21%     | +3,21%    | 0        | 0%           | 0            |
| | UDA/PDA         | -                      | 2 750   | 2,29%     | +2,29%    | 0        | 0%           | 0            |
| | UDP             | -                      | 1 924   | 1,6%      | +1,6%     | 0        | 0%           | 0            |
| | PCTP/MRPP       | -                      | 624     | 0,52%     | −0,06%    | 0        | 0%           | 0            |
| Totais | Totais          | Totais                 | 116 289 |           |           | 43       |              |              |
| Votos em Branco                                                                                              | Votos em Branco | Votos em Branco        | 1 214   | 1,01%     | −1,89%    |          |              |              |
| Votos Nulos                                                                                                  | Votos Nulos     | Votos Nulos            | 2 745   | 2,28%     | +2,28%    |          |              |              |
| Participação                                                                                                 | Participação    | Participação           | 120 248 | 77,02%    | +9,51%    |          |              |              |
| ↑(a) Partido Comunista Português (PCP) e Movimento Democrático Português (MDP/CDE) concorreram em coligação. |                 |                        |         |           |           |          |              |              |
| Fonte: Comissão Nacional de Eleições                                                                         |                 |                        |         |           |           |          |              |              |

## Resultados por ilha
|             | %       | D       | %    | D  | %    | D   | %    | D   | %       | D       | %   | D   |    |
| Ilha        | PPD/PSD | PPD/PSD | PS   | PS | CDS  | CDS | APU  | APU | UDA/PDA | UDA/PDA | UDP | UDP | D  |
| ----------- | ------- | ------- | ---- | -- | ---- | --- | ---- | --- | ------- | ------- | --- | --- | -- |
| Corvo       | 52,5    | 1       | 42,0 | 1  | 2,1  | -   | -    | -   | 0,8     | -       | -   | -   | 2  |
| Faial       | 58,6    | 3       | 29,4 | 1  | 2,9  | -   | 4,0  | -   | 1,2     | -       | 1,3 | -   | 4  |
| Flores      | 50,6    | 2       | 19,2 | 1  | 14,7 | -   | 10,1 | -   | 2,7     | -       | 0,5 | -   | 3  |
| Graciosa    | 66,9    | 2       | 26,8 | 1  | 1,0  | -   | 0,6  | -   | -       | -       | 0,4 | -   | 3  |
| Pico        | 54,3    | 3       | 36,0 | 1  | 2,8  | -   | 2,7  | -   | 1,1     | -       | 0,6 | -   | 4  |
| Santa Maria | 23,0    | 1       | 39,5 | 1  | 28,4 | 1   | 2,3  | -   | -       | -       | 2,3 | -   | 3  |
| São Jorge   | 70,9    | 3       | 9,1  | -  | 14,7 | -   | 0,6  | -   | 1,7     | -       | 1,2 | -   | 3  |
| São Miguel  | 60,5    | 10      | 23,1 | 3  | 2,7  | -   | 3,4  | -   | 3,6     | -       | 1,9 | -   | 13 |
| Terceira    | 51,9    | 5       | 35,0 | 3  | 4,2  | -   | 3,1  | -   | 0,9     | -       | 1,7 | -   | 8  |
| TOTAL       | 57,4    | 30      | 27,3 | 12 | 4,5  | 1   | 3,2  | -   | 2,3     | -       | 1,6 | -   | 43 |